# Ricardo Manuel Ferreira Sousa
Ricardo Manuel Ferreira Sousa (portuguès: Ricardo Cadú)  (Paços de Ferreira, 21 de desembre de 1981) conegut com a Cadú, és un antic futbolista professional portuguès que va jugar com a defensa central.
Va acumular un total de 121 partits i set gols a la Primera Lliga en cinc temporades, amb Paços de Ferreira, Boavista (dos cadascun) i Gil Vicente. Va passar la major part de la seva carrera a Romania amb el CFR Cluj, va participar en 255 partits competitius i va guanyar vuit grans trofeus.

## Carrera de club

### Portugal
Nascut a Paços de Ferreira, Cadú va començar a jugar professionalment amb el Gondomar SC a la tercera divisió portuguesa, la seva sòlida actuació li va valer un traspàs directe a la Primeira Liga ja que va fitxar amb un altre equip del nord, el FC Paços de Ferreira, a l'estiu de 2002. En la seva segona temporada va ser titular en 27 dels 28 partits en què va participar, però el seu equip va baixar després de quedar en segon lloc.
Després del descens de Paços, Cadú es va incorporar al Boavista FC, sent també la primera opció –30 partits, dos gols – en el seu primer any, amb el club de Porto acabant en sisena posició.

### CFR Cluj
Cadú va signar amb el CFR Cluj de Romania el 12 de juliol de 2006, acordant un contracte de tres anys per 750.000 €. Va marcar una vegada en 25 partits en la seva temporada de debut, per a un tercer lloc a la Lliga I.
Cadú es va convertir en el capità del CFR a finals de 2007, alhora que ajudava l'equip a aconseguir tres títols consecutius de la Copa de Romania. A més, al final de la campanya 2009-10, quan van guanyar el seu segon títol de lliga en tres anys, va ser escollit Defensa Central de l'Any al conjuntament amb George Galamaz de l'FC Unirea Urziceni.
El 19 d'octubre de 2010, Cadú va marcar dos gols en el partit de la fase de grups de la Lliga de Campions de la UEFA contra el FC Bayern de Múnic, un cop a la seva pròpia porteria, en una eventual derrota per 3-2 fora de casa. A finals de gener de 2012, se li va concedir la nacionalitat romanesa.

## Palmarès
CFR Cluj
- Lliga I: 2007–08, 2009–10, 2011–12[15]
- Copa României: 2007–08, 2008–09, 2009–10[15]
- Supercupa României: 2009, 2010[15]